# バスケットボール男子アメリカ合衆国代表
バスケットボール男子アメリカ合衆国代表（United States men's national basketball team）は、オリンピックなどの国際大会に参加するアメリカ男子バスケットボールのナショナルチーム。NBAプレイヤーで固めたチームはドリームチームと呼ばれる。2004年アテネオリンピックで金メダルを逃し、アメリカの権威が失墜したが為にプライドをかけ、奪われた王冠を取り戻すリディームチームが2008年北京オリンピックで結成された。

## 概要
1992年のバルセロナオリンピックでは初めてプロ選手が参加しており、マイケル・ジョーダン、マジック・ジョンソン、ラリー・バードら歴史的な名選手を擁するこのチームは、各試合に大差で勝利し、金メダルを獲得。NBA人気を国際的に高める効果ももたらした。以降、オリンピックを含む国際的なバスケットボール大会にアメリカは「ドリームチーム」を送り込み優勝を重ねるが、1990年代末よりスター選手の不出場や他国代表の成長により、強さに陰りが見えるようになる。そして、2004年のアテネオリンピックでは、遂に金メダルを逃すこととなった。2022年11月18日に発表されたFIBAランキングにてスペイン代表に抜かれトップから陥落した。

## ドリームチーム前史

### プロ選手出場が解禁されるまで
1936年のベルリンオリンピックでバスケットボールが公式種目として採用されて以降、男子アメリカ代表は4つの例外を除いて全ての大会で優勝してきた。一つは1972年のミュンヘンオリンピック、次は西側諸国がボイコットした1980年のモスクワオリンピック、1988年のソウルオリンピック、もう一つは2004年のアテネオリンピックである。アメリカが出場しなかったモスクワ五輪を除き、アメリカが敗れたのはミュンヘン五輪とソウル五輪、アテネ五輪のみだった。
1972年のミュンヘン五輪は東西冷戦たけなわの頃で、米ソは互いに強いライバル心を持っていた。この大会の決勝戦ではアメリカとソ連の代表が対決。試合終了間際の場面でソ連側が審判の判定に抗議し、時計が試合終了3秒前まで戻されやり直しとなった。同じことがもう一度繰り返された末、アレクサンドル・ベロフのシュートが決まり51-50でソ連が勝利を収めるという結果となった。アメリカの強い抗議にもかかわらずソ連の優勝は動かず、アメリカが銀メダル受け取りを拒否するという遺恨試合となった。
1988年のソウル五輪で、アメリカは再びソ連と対戦した。この時は準決勝での戦いとなったが、ミュンヘンの時のような微妙な判定によるものではなく、82対76と地力の差により敗れる形となった。アメリカはデビッド・ロビンソン、ダニー・マニング、ダン・マーリーら後にNBAのスターとなった選手を擁していたが、同じく将来NBAで活躍するアルビダス・サボニスらを核としたソ連代表に一歩及ばなかった。アメリカは結局銅メダルを獲得してソウルを去った。
バスケットボール発祥の地であり、バスケットボール大国として君臨してきたアメリカが実力で敗れたため、この敗北はアメリカのバスケットボール関係者に大きなショックを与えた。一方で、選手構成ではソ連に有利な面があることも事実だった。すなわち、出場選手がアマチュアに限定されていた五輪においては、ソ連を含む共産圏諸国は国家のトップクラスの選手が国家公務員というアマチュア名義（ステート・アマ）で五輪に出場でき、かつ国家のバックアップにより競技中心の生活を行えたという利点がある一方で、アメリカはトップクラスの選手がプロフェッショナルで五輪に参加できず、その帰結として伝統的に大学生が主体だった。ソウル五輪まではミュンヘンの例外を除けば、将来のNBAのスター候補生からなるバスケットボールエリートの学生主体のチームでも東側諸国を退けて優勝することができた。しかし、アメリカはついに学生のチームでは勝てない状況に直面した。そして、そのアマチュア主義が見直される時期が迫っていた。

### プロ選手の受け入れ
1980年代の国際オリンピック委員会は、フアン・アントニオ・サマランチ会長指導のもと、財政再建とオリンピックの規模拡大を進めていた。広告関係やロゴの使用、テレビ放映権などで収入基盤を充実させていく中、サマランチ会長は「世界最高水準の選手がオリンピックに参加すべき」という発言をするようになった。
この発言は、プロを排除してきた従来のアマチュア主義が見直され、プロ選手の参加を認めることを意味した。またさらなるオリンピック人気の向上と増収に貢献することも期待された。
国際オリンピック委員会の方針転換を受け、国際バスケットボール連盟 (FIBA) は1989年にプロ選手が国際的なバスケットボール大会に出場することを認めた。この決定により、1992年のバルセロナオリンピックからプロ選手がオリンピックに出場できることになった。
ソウル五輪で敗れたアメリカとしては、プロが参加すれば勝てるはずだという思いがあり、オリンピック委員会の新方針とFIBAの決定は渡りに舟の機会となった。一方NBAとしても、リーグの擁する最高水準の選手がオリンピックに出場することはリーグの知名度向上に貢献するというメリットがあった。

## ドリームチームI（1992年バルセロナ五輪）
プロの選手がオリンピックに参加できることが明らかになると、アメリカのファンやマスコミは誰が代表に選ばれるかを話題にするようになった。バスケットボールアメリカ代表選手選考を主管するUSAバスケットボールは、代表選手選考の時期が近づくとまずマジック・ジョンソンに声をかけた。ジョンソンは1980年代を中心に活躍し、NBAファイナルで5回の優勝経験を持つ名ポイントガードだったが、1991年にHIV感染を理由に突然の引退表明を行っていた。USAバスケットボールの説得の結果ジョンソンは出場を受け入れた。
ジョンソンは次に、現役時代にライバルとして共にNBAを牽引したラリー・バードの説得を試みた。バードは当時怪我をしておりオリンピック参加に難色を示したが、周囲の人々の勧めもあり出場を表明した。ジョンソンはさらに、当時人気の絶頂にあったマイケル・ジョーダンも誘った。ジョーダンは既にロサンゼルス五輪で金メダルを獲得しており、当初出場する意思はないと報じられたが、結局は五輪参加を承諾した。
USAバスケットボールは監督としてチャック・デイリーを任命した。デイリーは1980年代を中心にNBAのデトロイト・ピストンズを率いて2度の優勝経験を持つ名将だったが、1991年にチームが試合に敗れる折に試合終了前に選手たちが会場を去るというスキャンダルを経験していたため、一部に監督としての資質を疑問視する声もあったが、バッド・ボーイズと呼ばれた曲者揃いのピストンズを率いていたこともあり、このスター集団をまとめられるのはデイリーしかいないというのが大方の見方だった。
その退場事件の首謀者が、ピストンズの中心選手だったアイザイア・トーマスであった。トーマスは実績と実力では代表に選ばれる資格があると考えられていたが、この事件のために選考されなかったと言われている。
USAバスケットボールの方針により、チームには大学生が一人含まれることになった。当時デューク大学に所属しNCAAトーナメントを制覇するなど活躍していたクリスチャン・レイトナーが学生選手として選ばれた。大学界で活躍していたもう一人の大物選手、ルイジアナ州大学のシャキール・オニールは、この時は選に漏れている。
NBAではスター選手が一堂に会するオールスター戦があるが、その機会には東軍と西軍に分かれて戦うため、スター級の選手が集まる一つのチームはいわばファンの夢でもあった。そのため、ファンやマスコミは代表チームをドリームチームと呼ぶようになっていた。
この時の男子アメリカ代表は、ドリームチームと呼ばれた最初のチームだったのでドリームチームIあるいはオリジナル・ドリームチームと呼ばれている。
オリンピックに参加したドリームチームは、各試合で相手チームを圧倒し、全8試合で平均43.9点差をつけて勝利した。相手国代表選手は、試合前にアメリカ代表チームに写真撮影やサインを求めるなど、初めから勝てるとは思っていない状態だった。
ドリームチームは予選リーグで6勝0敗、決勝トーナメントでは準決勝でリトアニア、決勝でクロアチアを破り、金メダルを獲得した。マイケル・ジョーダンやパトリック・ユーイングにとっては、1984年のロサンゼルスオリンピックに続き2度目の金メダル受賞となった。デビッド・ロビンソンにとっては前回のソウル五輪の雪辱を果たす形となった。
しばしば史上屈指の名選手として挙げられるマイケル・ジョーダン、マジック・ジョンソン、ラリー・バードを初め、この初代ドリームチームのメンバー12人のうち実に10人がのちの1996年に「NBA史上の偉大な50人の選手」に選ばれていおり、引退するまでにNBAレギュラーシーズンでMVPを受賞した選手は7人を数え、12人のうち11人はNBAチームで永久欠番の指定を受けている（NBAでは指定のないレイトナーもデューク大学で永久欠番の指定を受けている）。このように高い評価を受けた選手が多数集まったことや、オリンピック中の試合内容から、ファンやマスコミ関係者の多くはこの年のドリームチームを歴代最高のアメリカ男子バスケットボール代表チームと評価している。
他のオリンピック参加選手と違い、ドリームチームのメンバーは選手村ではなく高級ホテルに宿泊した。これは不要な混乱を避けるためとされたが、不遜な態度として批判する声もあった。

### ドリームチームI参加者

#### 監督陣
括弧内は当時所属していたチームや大学。
- 監督: チャック・デイリー（ニュージャージー・ネッツ）
- アシスタントコーチ: レニー・ウィルケンズ（クリーブランド・キャバリアーズ）、P.J.カーリシモ（シートン・ホール）、マイク・シャシェフスキー（デューク大学）

#### 選手
年齢と所属は当時のもの。
| No. | 名前                     | ポジション | 年齢 | 所属                               | 出場試合/先発 | 平均得点 |
| --- | ------------------------ | ---------- | ---- | ---------------------------------- | ------------- | -------- |
| 14  | チャールズ・バークレー   | フォワード | 29   | フェニックス・サンズ               | 8/4           | 18.8     |
| 9   | マイケル・ジョーダン     | ガード     | 29   | シカゴ・ブルズ                     | 8/8           | 14.9     |
| 11  | カール・マローン         | フォワード | 29   | ユタ・ジャズ                       | 8/4           | 13.0     |
| 13  | クリス・マリン           | フォワード | 29   | ゴールデンステート・ウォリアーズ   | 8/2           | 12.9     |
| 10  | クライド・ドレクスラー   | ガード     | 30   | ポートランド・トレイルブレイザーズ | 8/3           | 10.9     |
| 6   | パトリック・ユーイング   | センター   | 30   | ニューヨーク・ニックス             | 8/4           | 9.5      |
| 8   | スコッティ・ピッペン     | フォワード | 26   | シカゴ・ブルズ                     | 8/3           | 9.0      |
| 5   | デビッド・ロビンソン     | センター   | 27   | サンアントニオ・スパーズ           | 8/3           | 9.0      |
| 7   | ラリー・バード           | フォワード | 35   | ボストン・セルティックス           | 8/3           | 8.4      |
| 15  | マジック・ジョンソン     | ガード     | 32   | 元 ロサンゼルス・レイカーズ        | 6/5           | 8.0      |
| 4   | クリスチャン・レイトナー | フォワード | 22   | デューク大学                       | 8/0           | 4.8      |
| 12  | ジョン・ストックトン     | ガード     | 30   | ユタ・ジャズ                       | 4/0           | 2.8      |

## ドリームチームII（1994年世界選手権）
1992年のバルセロナ五輪に続き、1994年にカナダのトロントで開催されたFIBA世界選手権にも、NBAのスター選手がアメリカ代表として参加した。この時のチームはドリームチームIIと呼ばれている。
ドリームチームIIでは、初代ドリームチームに選ばれなかった選手が代表に選ばれた。シュートの名手として名を上げていたレジー・ミラー、かつてマイケル・ジョーダンとダンクシュートを競い合ったドミニク・ウィルキンズ、NBAの決勝で活躍したケビン・ジョンソンやダン・マーリーなどが含まれていた。
この時の代表は、若手選手が若干多いことも特徴だった。前回のオリンピックでは選考に漏れたシャキール・オニール、ダンクシュートで人気のあったショーン・ケンプ、小柄ながら当たりに強いセンターのアロンゾ・モーニングはまだ20代の半ばだった。
初代ドリームチームに選ばれる実力があると言われながら出場できなかったアイザイア・トーマスは、ドリームチームIIには選出されることになった。
前回のドリームチームと違って後に「NBA史上の50人の偉大な選手」に選ばれるのはアイザイア・トーマスとシャキール・オニールの二人だけだった。オニールはこの時まだ22歳であり、トーマスは怪我で試合には出場できなかった。
監督に選ばれたのは、走るオフェンスに評価の高いドン・ネルソンだった。
大会の初戦でドリームチームIIはスペインに勝利。ドリームチームとしては際どい15点差の試合だった。次の試合で55点の差をつけて中国を破るとアメリカ代表は波に乗り、最終戦まで平均37.7点差で勝利を続けた。準決勝でギリシア、決勝でロシアを倒し、アメリカは金メダルを獲得した。

### ドリームチームII参加者

#### 監督陣
括弧内は当時所属していたチームや大学。
- 監督: ドン・ネルソン（ゴールデンステート・ウォリアーズ）
- アシスタントコーチ: ドン・チェイニー（デトロイト・ピストンズ）、ピート・ギレン（プロビデンス大学）、リック・マジェラス（ユタ大学）

#### 選手
年齢と所属は当時のもの。
| No. | 名前                   | ポジション | 年齢 | 所属                             | 出場試合 | 平均得点 |
| --- | ---------------------- | ---------- | ---- | -------------------------------- | -------- | -------- |
| 13  | シャキール・オニール   | センター   | 22   | オーランド・マジック             | 8        | 18.0     |
| 10  | レジー・ミラー         | ガード     | 28   | インディアナ・ペイサーズ         | 8        | 17.1     |
| 12  | ドミニク・ウィルキンス | フォワード | 34   | ボストン・セルティックス         | 8        | 12.6     |
| 4   | ジョー・デュマース     | ガード     | 31   | デトロイト・ピストンズ           | 7        | 12.6     |
| 14  | アロンゾ・モーニング   | センター   | 24   | シャーロット・ホーネッツ         | 8        | 10.9     |
| 5   | マーク・プライス       | ガード     | 30   | クリーブランド・キャバリアーズ   | 8        | 9.6      |
| 7   | ショーン・ケンプ       | フォワード | 24   | シアトル・スーパーソニックス     | 8        | 9.4      |
| 9   | ダン・マーリー         | ガード     | 28   | フェニックス・サンズ             | 8        | 8.8      |
| 6   | デリック・コールマン   | フォワード | 27   | ニュージャージー・ネッツ         | 8        | 8.6      |
| 15  | ラリー・ジョンソン     | フォワード | 25   | シャーロット・ホーネッツ         | 8        | 8.0      |
| 11  | ケビン・ジョンソン     | ガード     | 28   | フェニックス・サンズ             | 8        | 2.8      |
| 8   | スティーブ・スミス     | ガード     | 25   | マイアミ・ヒート                 | 8        | 3.0      |
|     | アイザイア・トーマス   | ガード     | 33   | デトロイト・ピストンズ           | 0        | --       |
|     | ティム・ハーダウェイ   | ガード     | 27   | ゴールデンステート・ウォリアーズ | 0        | --       |

## ドリームチームIII（1996年アトランタ五輪）
1996年に開かれたアトランタオリンピックにアメリカは3代目のドリームチームを送り込んだ。この年のドリームチームIIIは、初代ドリームチームにも参加したベテラン選手に加えて、新しい世代のスター選手も含んだバランスのとれたチームになった。
デビッド・ロビンソン、スコッティ・ピッペン、チャールズ・バークレー、カール・マローン、ジョン・ストックトンはバルセロナの金メダリストであり、30歳を過ぎているもののいまだNBAを牽引するスター選手だった。ロビンソンは3回連続のオリンピック出場となった。
アンファニー・ハーダウェイとグラント・ヒルはまだプロ入りして数年の未来を嘱望された若手スター選手だった。シャキール・オニール、ゲイリー・ペイトン、レジー・ミラーはNBAのプレイオフや決勝で活躍し、存在感を示していた。
ナイジェリア出身のアキーム・オラジュワンはリーグで2度の優勝を果たしMVPに選ばれたこともある大物だったが、1993年にアメリカに帰化し、代表選手として招聘されるに至った。
アトランタに本拠を置くNBAのチームアトランタ・ホークスから代表に選ばれた選手はいなかったが、監督を務めたレニー・ウィルケンズはこの時ホークスの監督だった。
この年の代表選手12人のうち7人が1996年に「NBA史上の偉大な50人の選手」に選ばれており、引退までにMVP受賞を経験する選手は5名いた。選手の受賞歴から判断するならば、歴代ドリームチームの中では初代に次ぐ陣容だったことになる。また試合内容から言っても、アメリカ代表は他国の追随を許さない実力を示していた。
地元アメリカでの開催とあって、ドリームチームの試合には平均で3万人以上が観戦に訪れる人気となった。ドリームチームIIIは平均31.8点差をつけて8戦全勝し、前回の五輪に続き金メダルを獲得した。予選リーグの中国戦で、レジー・ミラーは5本のスリーポイントシュートを成功させ、オリンピック記録を樹立した。決勝のユーゴスラビア戦では、後半に一時1点差まで詰め寄られるが、アメリカはそこから突き放して最終的には95対69での勝利を飾った。

### ドリームチームIII参加者

#### 監督陣
括弧内は当時所属していたチームや大学。
- 監督: レニー・ウィルケンズ（アトランタ・ホークス）
- アシスタントコーチ: ジェリー・スローン（ユタ・ジャズ）、ボビー・クレメンズ（ジョージア工科大学）、クレム・ハスキンズ（ミネソタ大学）

#### 選手
年齢と所属は当時のもの。
| No. | 名前                       | ポジション | 年齢 | 所属                         | 出場試合/先発 | 平均得点 |
| --- | -------------------------- | ---------- | ---- | ---------------------------- | ------------- | -------- |
| 4   | チャールズ・バークレー     | フォワード | 33   | フェニックス・サンズ         | 7/4           | 12.4     |
| 7   | デビッド・ロビンソン       | センター   | 30   | サンアントニオ・スパーズ     | 8/3           | 12.0     |
| 10  | レジー・ミラー             | ガード     | 30   | インディアナ・ペイサーズ     | 8/5           | 11.4     |
| 8   | スコッティ・ピッペン       | フォワード | 30   | シカゴ・ブルズ               | 8/7           | 11.0     |
| 5   | グラント・ヒル             | フォワード | 23   | デトロイト・ピストンズ       | 6/1           | 9.7      |
| 9   | ミッチ・リッチモンド       | ガード     | 31   | サクラメント・キングス       | 8/3           | 9.6      |
| 13  | シャキール・オニール       | センター   | 24   | オーランド・マジック         | 8/3           | 9.3      |
| 6   | アンファニー・ハーダウェイ | ガード     | 24   | オーランド・マジック         | 8/1           | 9.0      |
| 11  | カール・マローン           | フォワード | 33   | ユタ・ジャズ                 | 8/4           | 8.4      |
| 14  | ゲイリー・ペイトン         | ガード     | 28   | シアトル・スーパーソニックス | 8/6           | 5.1      |
| 15  | アキーム・オラジュワン     | センター   | 33   | ヒューストン・ロケッツ       | 7/2           | 5.0      |
| 12  | ジョン・ストックトン       | ガード     | 34   | ユタ・ジャズ                 | 8/1           | 3.8      |

## 1998年世界選手権代表チーム
1998年には、NBAの各チームオーナー側と選手側との間で労使問題が発生した。6月にその年のシーズンが終了して間もなく、チーム側が選手たちをあらゆる施設に立ち入らせない処置を取るロックアウトが発動する事態となった。両者の対立は翌年2月まで解消せず、その間選手組合の代表らを除き選手たちはNBAと一切接触を持つことができなかった。したがって、この年の7月末からギリシャのアテネで開催されたFIBA世界選手権にアメリカはNBA選手（ドラフト指名選手を含む）を送ることができなかった。NBAスター選手が参加しなかったこの年のアメリカ代表は、一般的にはドリームチームとは呼ばれていない。
当初選ばれていたティム・ダンカン、ティム・ハーダウェイ、ヴィン・ベイカー、ゲイリー・ペイトン、テレル・ブランドン、ケビン・ガーネット、トム・ググリオッタ、グラント・ヒル、アラン・ヒューストン、クリスチャン・レイトナー、グレン・ライス、クリス・ウェバーの12人 に代わってアメリカが代表選手に選んだのは、CBAやヨーロッパのリーグで活躍する選手や大学生だった。参加選手は後にNBA入りするブラッド・ミラー、トラジャン・ラングドン、Kiwane Garris、マイケル・ホーキンス、アシュラフ・アマヤ、マーティーン・クリーブズなどが含まれていた。多くの選手はヨーロッパでプレーし、マイケル・ホーキンスはユーロリーグの2000年代オールディケイドチームに選ばれた。
代表監督を務めたのは、ヒューストン・ロケッツのルディ・トムジャノビッチ監督だった。
アメリカ代表は予選でリトアニアに、決勝リーグでロシアにそれぞれ2点差で敗れ、最終的な結果は3位だった。優勝はユーゴスラビア、準優勝はロシアだった。
NBAの有力選手なしで残した3位という結果を大健闘だと評価する者もいた。ただし、1984年ロサンゼルスオリンピックまでは大学生のチームで金メダルを獲得できたため、この年の世界選手権は諸外国、特にヨーロッパ勢の成長が印象的な大会でもあった。

### 選手
年齢と所属は当時のもの。
| No. | 名前                   | ポジション          | 年齢 | 所属                                  | 出場試合/先発 | 平均得点 |
| --- | ---------------------- | ------------------- | ---- | ------------------------------------- | ------------- | -------- |
| 10  | ジミー・オリバー       | ガード              | 29   | CB Ciudad de Huelva（リーガACB）      | 9/9           | 11.8     |
| 11  | ウェンデル・アレクシス | フォワード          | 34   | アルバ・ベルリン（ブンデスリーガ）    | 9/0           | 11.6     |
| 7   | ジェイソン・サッサー   | フォワード          | 24   | スーフォールズ・スカイフォース（CBA） | 9/9           | 10.7     |
| 12  | ジミー・キング         | フォワード          | 25   | クワドシティー・サンダー（CBA）       | 9/0           | 9.0      |
| 5   | マイケル・ホーキンス   | ガード              | 25   | オリンピアコスBC（ギリシャリーグ）    | 9/9           | 7.7      |
| 8   | ジェラード・キング     | フォワード          | 25   | メンズ・サーナ・バスケット（セリエA） | 9/9           | 5.9      |
| 6   | Kiwane Garris          | ガード              | 23   | グランドラピッズ・フープス（CBA）     | 9/0           | 5.9      |
| 15  | ブラッド・ミラー       | センター            | 22   | パデュー大学                          | 9/0           | 5.2      |
| 13  | デビッド・ウッド       | フォワード          | 33   | ロックフォード・ライトニング（CBA）   | 9/9           | 4.9      |
| 14  | アシュラフ・アマヤ     | フォワード/センター | 26   | アイダホ・スタンピード（CBA）         | 9/0           | 4.7      |
| 9   | ビル・エドワーズ       | フォワード          | 26   | ローマ（セリエA）                     | 7/0           | 3.7      |
| 4   | トラジャン・ラングドン | センター            | 22   | デューク大学                          | 7/0           | 2.9      |

## ドリームチームIV（2000年シドニー五輪）
1992年のバルセロナ五輪以来、オリンピックでは無敵の存在であり続けた男子アメリカ代表が、初めて窮地に立たされた大会が2000年のシドニーオリンピックだった。この時に参加したチームはドリームチームIVと呼ばれるが、「ドリームチーム」の名に値しないと評する者もいるほど危うい場面に直面したこともあった。
この年のアメリカ代表には、ヴィンス・カーター、ケビン・ガーネット、ジェイソン・キッドなどNBAを代表する選手が加わっていたが、1992年以降のアメリカ五輪代表チームとまず異なる点は、NBAファイナルでの優勝経験者やMVP受賞者がいないことだった。もう一人の有力選手で優勝とMVPの経験を持つティム・ダンカンは、この年のアメリカ大陸予選では活躍したが、オリンピックには怪我で出場できなかった。
もう一つの特徴は、主力選手の平均年齢が低いことだった。前述の3名は20代半ば、あるいは20代前半であり、ベテランの域に達していたティム・ハーダウェイ、アロンゾ・モーニング、ゲイリー・ペイトンはスター選手の座を若手に譲りつつあった。
この年のオリンピックから見られたもう一つの傾向は、リーグのスター選手に五輪出場を辞退する者が増え始めたことだった。オリンピック直前に優勝しMVPを受賞していたシャキール・オニール、同じチームに所属するコービー・ブライアント、リーグで最も人気のある選手の一人アレン・アイバーソンは私的な事情や健康上の理由などで代表チーム招聘を辞退していた。
さらに、12人中ガードの選手が半数の6人となる一方で、センターは、このポジションとしては小柄なアロンゾ・モーニング1人の登録となった。このややいびつなチーム構成は、大会ではインサイドでの弱さというかたちで他国につけこまれ、苦戦の要因となった。
オリンピックに臨んだアメリカ代表は、予選リーグの中国戦、ニュージーランド戦ではそれぞれ40点以上、イタリア戦では30点以上の差をつけて余裕を見せたが、フランス戦では12点差、リトアニア戦では9点差の際どい勝利だった。過去2回のオリンピックでこれほどの僅差で試合を終えたことはなく、リトアニア戦はドリームチームとしては初めての1桁差の勝利だった。
決勝トーナメントに入り、ロシア戦では85対70と15点差の勝利。そして、ドリームチームがあわや敗北かと思われたのが、続く準決勝のリトアニア戦だった。結果は85対83でアメリカの辛勝だったが、リトアニアの選手が試合終了時に放ったスリーポイントシュートが決まっていればアメリカは敗れるところであった。
決勝戦の相手となったのはフランスにも試合終盤に4点差まで詰め寄られたが、アメリカはそこから踏みとどまり結果は85対75で金メダル獲得となった。
予選のフランス戦で、身長215センチのセンター、フレデリック・ワイスをヴィンス・カーターが飛び越えてダンクシュートを決めるという離れ技も見られたものの、このシドニー五輪は諸外国の成長とアメリカの脆さが印象的な大会となった。アメリカ代表が観客にブーイングを受ける場面もあった。特に、リトアニアやフランスを相手にあと一歩のところまで追い詰められたことで、各国がアメリカを「勝てない相手ではない」と認識しはじめたのが、過去2度のオリンピックと異なる点だった。

### ドリームチームIV参加者

#### 監督陣
括弧内は当時所属していたチームや大学。
- 監督: ルディ・トムジャノビッチ（ヒューストン・ロケッツ）
- アシスタントコーチ: ラリー・ブラウン（フィラデルフィア・セブンティシクサーズ）、ジーン・キーディ（パデュー大学）、タビー・スミス（ケンタッキー大学）

#### 選手
年齢と所属は当時のもの。
| No. | 名前                             | ポジション        | 年齢 | 所属                               | 出場試合/先発 | 平均得点 |
| --- | -------------------------------- | ----------------- | ---- | ---------------------------------- | ------------- | -------- |
| 9   | ヴィンス・カーター               | ガード/フォワード | 23   | トロント・ラプターズ               | 8/5           | 14.8     |
| 10  | ケビン・ガーネット               | フォワード        | 25   | ミネソタ・ティンバーウルブズ       | 8/5           | 10.8     |
| 7   | アロンゾ・モーニング             | センター          | 30   | マイアミ・ヒート                   | 6/6           | 10.2     |
| 12  | レイ・アレン                     | ガード            | 25   | ミルウォーキー・バックス           | 8/2           | 9.8      |
| 11  | ヴィン・ベイカー                 | フォワード        | 28   | シアトル・スーパーソニックス       | 8/2           | 8.0      |
| 6   | アラン・ヒューストン             | ガード            | 29   | ニューヨーク・ニックス             | 7/4           | 8.0      |
| 13  | アントニオ・マクダイス           | フォワード        | 26   | デンバー・ナゲッツ                 | 8/2           | 7.6      |
| 15  | シャリーフ・アブドゥル＝ラヒーム | フォワード        | 23   | バンクーバー・グリズリーズ         | 8/1           | 6.4      |
| 4   | スティーブ・スミス               | ガード            | 31   | ポートランド・トレイルブレイザーズ | 8/2           | 6.1      |
| 5   | ジェイソン・キッド               | ガード            | 27   | ニュージャージー・ネッツ           | 8/4           | 6.0      |
| 14  | ゲイリー・ペイトン               | ガード            | 32   | シアトル・スーパーソニックス       | 8/6           | 5.5      |
| 8   | ティム・ハーダウェイ             | ガード            | 34   | マイアミ・ヒート                   | 8/1           | 5.5      |

## 2002年世界選手権代表チーム
アメリカのインディアナ州、インディアナポリスでFIBA世界選手権が開催された2002年の頃には、アメリカは二つの意味でバスケットボールの国際化を経験しつつあった。一つはNBAで活躍する外国人選手がますます増えていたこと、もう一つは諸外国のバスケットボール代表チームのさらなる台頭だった。
1990年代には既にドラゼン・ペトロビッチ、アルビダス・サボニス、トニー・クーコッチら外国出身の選手がNBAでプレイしていたが、チームの中核を占めるほどの選手はまだ少数だった。しかし21世紀に入る頃には、NBAのオールスター戦に外国人選手が出場することが当たり前のことになっていた。このような変化と同時に各国代表チーム、特にヨーロッパと南米勢が手強い相手になっていることを、アメリカは2002年の大会で痛感することになった。
アメリカが大会に送り込んだ代表チームは、2年前のシドニーオリンピックと同様にNBAの有力な選手を欠く構成となった。参加したポール・ピアース、ショーン・マリオン、ジャーメイン・オニールらは運動能力に優れた若手選手だったが、この年にリーグのMVPになったティム・ダンカンや、シャキール・オニール、トレーシー・マグレディ、ジェイソン・キッド、コービー・ブライアントら2001-2002シーズンのオールNBAファーストチーム（優秀な5人の選手）に選ばれた選手はみな代表に参加しなかった。
国内でトップクラスの選手を含んでいないこと、そしてシドニー五輪での苦しい勝利と諸外国の著しい台頭により、アメリカ代表チームをドリームチームと呼ぶメディアは少なくなっていた。
大会の初戦、アメリカはアルジェリアを110対60で下し、幸先の良いスタートを切った。その後予選リーグを順調にこなしていき、予選の最終戦でアメリカはアルゼンチンと対戦し、アメリカと同様5勝0敗で来たアルゼンチンにアメリカは80対87で敗北を喫した。これはアメリカがNBA選手を国際大会に送り始めて以来初の敗戦だった。
決勝トーナメントに進んだアメリカは、トーナメント第一戦の準決勝でユーゴスラビアと対戦した。試合終盤に10点のリードを持っていたアメリカは、粘るユーゴに逆転を許し81対78で敗れてしまう。この段階で、アメリカのメダル獲得の可能性はなくなった。
続く順位決定戦でアメリカはプエルトリコを破るが、5位-6位決定戦のスペイン戦を81対76で落とした。大会の結果は、アメリカとしては惨敗と言える6位で終わった。優勝はユーゴスラビア、2位はアルゼンチン、3位はドイツだった。
この大会に参加した各国代表には、NBAで活躍する選手が多く含まれていた。アメリカを敗退させたユーゴスラビアには、プレドラグ・ストヤコヴィッチとブラデ・ディバッツがいた。予選でアメリカを破ったアルゼンチンではエマニュエル・ジノビリがプレイしており、ダーク・ノヴィツキーは3位ドイツの主力メンバーだった。これらの選手はみな、NBAオールスターゲームに出場したり、数年後に出場した。

### 2002年世界選手権代表チーム参加者

#### 監督陣
括弧内は当時所属していたチームや大学。
- 監督: ジョージ・カール（ミルウォーキー・バックス）
- アシスタントコーチ: グレッグ・ポポビッチ（サンアントニオ・スパーズ）、マイク・モンゴメリ（スタンフォード大学）、ケルビン・サンプソン（オクラホマ大学）

#### 選手
年齢と所属は当時のもの。
| No. | 名前                   | ポジション          | 年齢 | 所属                         | 出場試合/先発 | 平均得点 |
| --- | ---------------------- | ------------------- | ---- | ---------------------------- | ------------- | -------- |
| 9   | ポール・ピアース       | ガード              | 24   | ボストン・セルティックス     | 9/9           | 19.8     |
| 4   | マイケル・フィンリー   | ガード              | 29   | ダラス・マーベリックス       | 9/5           | 13.0     |
| 6   | アンドレ・ミラー       | ガード              | 26   | ロサンゼルス・クリッパーズ   | 9/7           | 10.7     |
| 11  | ショーン・マリオン     | フォワード          | 24   | フェニックス・サンズ         | 6/1           | 9.8      |
| 5   | バロン・デイビス       | ガード              | 22   | ニューオーリンズ・ホーネッツ | 9/2           | 7.8      |
| 7   | ジャーメイン・オニール | センター/フォワード | 23   | インディアナ・ペイサーズ     | 8/5           | 7.3      |
| 14  | エルトン・ブランド     | フォワード          | 23   | ロサンゼルス・クリッパーズ   | 8/5           | 6.9      |
| 10  | レジー・ミラー         | ガード              | 37   | インディアナ・ペイサーズ     | 6/3           | 6.0      |
| 8   | アントニオ・デイビス   | センター            | 33   | トロント・ラプターズ         | 9/4           | 5.9      |
| 13  | ベン・ウォーレス       | フォワード/センター | 27   | デトロイト・ピストンズ       | 9/4           | 5.7      |
| 15  | レイフ・ラフレンツ     | フォワード/センター | 26   | ダラス・マーベリックス       | 6/0           | 5.2      |
| 12  | ジェイ・ウィリアムス   | ガード              | 20   | シカゴ・ブルズ               | 7/0           | 3.9      |

## 2004年アテネ五輪代表チーム
2004年のアテネオリンピックにも、アメリカはNBA選手を代表として送り込んだ。2年前の大会で見られたような他国代表の成長は依然として顕著であり、アテネ五輪のアメリカ代表も前回同様トップクラスの選手に辞退者が多かった。この時の代表はプロ選手が国際大会出場を認められて以来6度目のチームなので「ドリームチームVI」となるが、この呼び方を使うメディアはますます少なくなっていた。
2003-2004シーズンのMVPに選ばれたケビン・ガーネットは代表に参加しなかった。オールNBAファーストチーム入りした選手のうちティム・ダンカンは出場したが、シャキール・オニール、コービー・ブライアント、ジェイソン・キッドの3人は辞退した。五輪参加を見合わせた選手たちは、主に私的な事情や健康問題、テロの恐怖といった安全上の懸念などを理由としていた。
そして、選ばれたアメリカ代表は非常に若いチームになった。NBAでの優勝経験とMVP受賞歴を持つダンカンは28歳で、同じく数年前のMVPアレン・アイバーソンは29歳だった。代表のキャプテンを務めたこの二人がチームの最年長で、20代前半の選手も多く含まれていた。2003年にNBAで新人王になったアマーレ・スタウダマイアーは21歳、2005年に新人王になるエメカ・オカフォーも同じく21歳、そして2004年の新人王レブロン・ジェームズは19歳だった。代表選手の平均年齢は23.6歳だった。
五輪開幕に先立って、ドイツで行われたバスケットボール代表チームによるオープン戦で、アメリカはイタリアとドイツに敗れた。NBA選手を含むアメリカの五輪代表チームが敗戦する初めての例となった。この試合はオリンピック本戦ではなかったが、「ドリームチーム」がオリンピックで試合を落とす事態が間もなく現実のものとなった。
アメリカがオリンピックで最初に対戦したのはプエルトリコだった。この試合で、アメリカは73対92と緒戦から大敗を喫してしまった。プエルトリコ代表には、NBAのユタ・ジャズで活躍するカルロス・アローヨがいた。
アメリカは予選リーグで開催国のギリシャとオーストラリア、アンゴラに勝利したものの、前回のオリンピックでアメリカを苦しめたリトアニアに終盤で逆転を許し、94対90で敗れた。予選を3勝2敗で終え、アメリカは4位シードで決勝トーナメント進出を決めた。
決勝トーナメント第一試合で、アメリカは前評判の高かったアルゼンチンと対戦。試合では、アメリカのエース、ティム・ダンカンがファウルに苦しみ、アルゼンチンが89対91でアメリカを下した。ここでアメリカの金メダル獲得の可能性はなくなった。アルゼンチンのエースエマヌエル・ジノビリは、NBAではサンアントニオ・スパーズでダンカンともにリーグ制覇の立役者となった選手だった。
3位決定戦でアメリカは再びリトアニアと対戦、外郭のシュートを高確率で決めるリトアニアに対しアメリカはリバウンドを支配し、104対96でリトアニアに勝利。メダル獲得は果たす結果となった。大会の結果は、優勝がアルゼンチン、準優勝がイタリア、3位がアメリカだった。アルゼンチンのジノビリは、アテネ五輪男子バスケットボールのMVPに選ばれた。
バスケットボールがオリンピックの公式種目になってから約70年の間、男子アメリカ代表がオリンピックで試合を落としたのは1972年ミュンヘンオリンピックと1988年ソウルオリンピックでの2試合のみだった。今回のアテネオリンピックでアメリカは3試合に敗れており、過去の負け試合数を一つの大会で上回ることになった。
2000年シドニーオリンピックと2002年の世界選手権に続き、2004年のアテネ五輪でも低調なアメリカと台頭する諸外国の対比が顕著となった。アメリカ代表が有力選手を欠く傾向は続いており、一方ヨーロッパ・南米ではチーム作りを積極的に行う国が増えつつある。6勝1敗でアテネ五輪を終えたスペインなどは、国家が少年時から選手育成を行っている。優勝したアルゼンチンは、固定された代表メンバーで長期間練習を積んでいた。

### アテネ五輪代表チーム参加者

#### 監督陣
括弧内は当時所属していたチームや大学。
- 監督: ラリー・ブラウン（デトロイト・ピストンズ）
- アシスタントコーチ: グレッグ・ポポビッチ（サンアントニオ・スパーズ）、オリバー・パーネル（クレムゾン大学）、ロイ・ウィリアムズ（ノースカロライナ大学）

#### 選手
年齢と所属は当時のもの。
| No. | 名前                       | ポジション | 年齢 | 所属                                   | 出場試合/先発 | 平均得点 |
| --- | -------------------------- | ---------- | ---- | -------------------------------------- | ------------- | -------- |
| 4   | アレン・アイバーソン       | ガード     | 29   | フィラデルフィア・セブンティシクサーズ | 8/8           | 13.8     |
| 13  | ティム・ダンカン           | センター   | 28   | サンアントニオ・スパーズ               | 8/8           | 12.9     |
| 5   | ステフォン・マーブリー     | ガード     | 27   | ニューヨーク・ニックス                 | 8/8           | 10.5     |
| 11  | ショーン・マリオン         | フォワード | 26   | フェニックス・サンズ                   | 8/0           | 9.9      |
| 14  | ラマー・オドム             | フォワード | 26   | マイアミ・ヒート                       | 8/8           | 9.3      |
| 7   | カルロス・ブーザー         | フォワード | 22   | ユタ・ジャズ                           | 8/0           | 7.6      |
| 6   | ドウェイン・ウェイド       | ガード     | 22   | マイアミ・ヒート                       | 8/0           | 7.3      |
| 15  | リチャード・ジェファーソン | フォワード | 24   | ニュージャージー・ネッツ               | 8/8           | 6.8      |
| 9   | レブロン・ジェームズ       | ガード     | 19   | クリーブランド・キャバリアーズ         | 8/0           | 5.4      |
| 12  | アマレ・スタウダマイアー   | フォワード | 21   | フェニックス・サンズ                   | 8/0           | 2.8      |
| 8   | カーメロ・アンソニー       | フォワード | 20   | デンバー・ナゲッツ                     | 7/0           | 2.4      |
| 10  | エメカ・オカフォー         | フォワード | 21   | シャーロット・ボブキャッツ             | 2/0           | 0.0      |

## 2006年世界選手権代表チーム
日本で行われた世界選手権でアメリカは予選のグループリーグを全勝で勝ち上がり、さいたまスーパーアリーナで行われた決勝ラウンドではベスト8決定戦でニュージーランド、準々決勝でダーク・ノヴィツキーが率いるドイツを破った。しかし、準決勝でギリシャに敗れて金メダルの夢はまたしても断たれた。3位決定戦に回ったアメリカはそこでエマニュエル・ジノビリ率いるアルゼンチンと対戦、ジノビリをファウルトラブルに追い込んだアメリカは勝利し3位となった。
　
アメリカ代表のタオルマフラーは非常に人気で2006年8月27日(さいたまスーパーアリーナの2日目アメリカが登場する日)にはすでにほぼ完売してしまい、手に入れられなくなっていた。

### 2006年世界選手権代表チーム参加者

#### 監督陣
括弧内は当時所属していたチームや大学。
- 監督: マイク・シャシェフスキー（デューク大学）
- アシスタントコーチ: ジム・ボーヘイム（シラキュース大学）マイク・ダントーニ（フェニックス・サンズ）、ネイト・マクミラン（ポートランド・トレイルブレイザーズ）

#### 選手
年齢と所属は当時のもの。
| No. | 名前                     | ポジション          | 年齢 | 所属                           | 出場試合/先発 | 平均得点 |
| --- | ------------------------ | ------------------- | ---- | ------------------------------ | ------------- | -------- |
| 15  | カーメロ・アンソニー     | フォワード          | 22   | デンバー・ナゲッツ             | 9/8           | 19.9     |
| 9   | ドウェイン・ウェイド     | ガード              | 24   | マイアミ・ヒート               | 8/1           | 19.3     |
| 6   | レブロン・ジェームズ     | フォワード          | 21   | クリーブランド・キャバリアーズ | 9/9           | 13.9     |
| 14  | エルトン・ブランド       | フォワード          | 27   | ロサンゼルス・クリッパーズ     | 9/4           | 8.9      |
| 12  | ドワイト・ハワード       | フォワード/センター | 20   | オーランド・マジック           | 9/5           | 7.3      |
| 4   | ジョー・ジョンソン       | ガード/フォワード   | 25   | アトランタ・ホークス           | 9/2           | 7.3      |
| 10  | クリス・ポール           | ガード              | 22   | ニューオーリンズ・ホーネッツ   | 9/6           | 7.0      |
| 11  | クリス・ボッシュ         | フォワード          | 22   | トロント・ラプターズ           | 8/0           | 6.8      |
| 5   | カーク・ハインリック     | ガード              | 25   | シカゴ・ブルズ                 | 9/3           | 6.0      |
| 13  | ブラッド・ミラー         | センター            | 30   | サクラメント・キングス         | 4/0           | 5.3      |
| 8   | シェーン・バティエ       | フォワード          | 27   | ヒューストン・ロケッツ         | 9/5           | 5.0      |
| 7   | アントワン・ジェイミソン | フォワード          | 30   | ワシントン・ウィザーズ         | 7/2           | 3.6      |

## リディームチーム（2008年北京オリンピック代表）
2008年MVPのコービー・ブライアントを始め、国際試合無敗のジェイソン・キッド、得点王のレブロン・ジェームズ、アシスト王のクリス・ポール、リバウンド王のドワイト・ハワードも参加し、久々にドリームチームと呼べるチームになった。代表チームは2006年世界選手権メンバーが6人含まれるなど、今までとは違い数年計画で練習してきており、ベストチームではない、突貫チームであるなどといった言い訳は通用しないものとなった。
五輪前の試合も快勝し、迎えた五輪予選リーグ初戦の相手は開催国の姚明率いる中国だったが、次々とダンクをきめるなど圧勝し、アンゴラ、世界選手権で敗れたギリシャ、世界選手権優勝のスペインにも圧勝した。
決勝リーグ1回戦もオーストラリアに勝利した。準決勝はアテネ五輪優勝のアルゼンチンだったが相手のエースエマニュエル・ジノビリが負傷という状況の中2番手のルイス・スコラに奮戦されるも101-81で雪辱を果たした。
決勝はスペインとの再戦になった。予選リーグとは違いかなりの苦戦を強いられたが、チーム得点王のドウェイン・ウェイドが奮闘し前半を耐え抜いた。後半も相手エースのパウ・ガソルやルディ・フェルナンデスらに苦しめられ僅差まで追い上げられたが、コービー・ブライアントがフェルナンデスからファウルを受けつつスリーポイントシュートを決めフリースローも決めるフォーポイントプレーを成功させ、一気に流れがアメリカに傾いた。このファウルでフェルナンデスがファウルトラブルとなり有利になったアメリカがリードを守り118－107で勝利した。
かつてのドリームチームの「夢」と五輪金メダルの「栄光」をアメリカに取り戻したこのチームはREDEEM TEAM（リディームチーム）と呼ばれ、2022年にはNetflixでドキュメンタリー映画『リディームチーム：王座奪還への道』が公開されたこともあって、1992年のドリームチームと対戦したらどちらが勝つか、という議論も巻き起こった。

### 2008年北京オリンピック代表チーム参加者

#### 監督陣
括弧内は当時所属していたチームや大学。
- 監督: マイク・シャシェフスキー（デューク大学）

#### 選手
年齢と所属は当時のもの。
| No. | 名前                   | ポジション | 年齢 | 所属                           | 出場試合/先発 | 平均得点 |
| --- | ---------------------- | ---------- | ---- | ------------------------------ | ------------- | -------- |
| 9   | ドウェイン・ウェイド   | ガード     | 26   | マイアミ・ヒート               | 8/0           | 16.0     |
| 6   | レブロン・ジェームズ   | フォワード | 24   | クリーブランド・キャバリアーズ | 8/8           | 15.5     |
| 10  | コービー・ブライアント | ガード     | 30   | ロサンゼルス・レイカーズ       | 8/8           | 15.0     |
| 15  | カーメロ・アンソニー   | フォワード | 24   | デンバー・ナゲッツ             | 8/8           | 11.5     |
| 11  | ドワイト・ハワード     | センター   | 23   | オーランド・マジック           | 8/8           | 10.9     |
| 12  | クリス・ボッシュ       | フォワード | 24   | トロント・ラプターズ           | 8/0           | 9.1      |
| 13  | クリス・ポール         | ガード     | 23   | ニューオーリンズ・ホーネッツ   | 8/0           | 8.0      |
| 7   | デロン・ウィリアムス   | ガード     | 24   | ユタ・ジャズ                   | 8/0           | 8.0      |
| 14  | テイショーン・プリンス | フォワード | 28   | デトロイト・ピストンズ         | 8/0           | 4.3      |
| 4   | カルロス・ブーザー     | フォワード | 26   | ユタ・ジャズ                   | 8/0           | 3.3      |
| 8   | マイケル・レッド       | ガード     | 29   | ミルウォーキー・バックス       | 8/0           | 3.1      |
| 5   | ジェイソン・キッド     | ガード     | 35   | ダラス・マーベリックス         | 8/8           | 1.6      |

## 2010年世界選手権代表チーム
北京五輪で金メダルを獲得したアメリカは世界選手権の予選を免除された。アメリカは世界選手権では1994年以来優勝から遠ざかっていた。当初北京五輪のチームから2,3人が入れ替わるだけで大部分の選手は出場するものと見られていたが、予定していた10人の選手全てが怪我やフリーエージェントになったこと、休養、個人的理由などにより代表入りを拒絶、12人の新しい選手が招集されたがスーパースターの不在に対してBチームとこき下ろされた。またコーチがガードや経験の浅い若手選手を多くメンバーに入れてビッグマンが不足することも批判の的となった。
大会ではスピードと運動能力に優れたアメリカは予選リーグでブラジル戦こそ2点差での勝利だったものの残る4試合を全て2桁得点差をつけて勝利、決勝トーナメントでも55点差、10点差、15点差をつけて勝ち上がり決勝ではホスト国のトルコに17点差をつけて優勝、ロンドンオリンピックの出場権を獲得した。大会MVPにはケビン・デュラントが選ばれラマー・オドムは同一年にNBAファイナルと世界選手権で優勝した初めての選手となった。

### 2010年世界選手権代表チーム参加者

#### 監督陣
括弧内は当時所属していたチームや大学。
- 監督: マイク・シャシェフスキー（デューク大学）
- アシスタントコーチ: ジム・ボーヘイム（シラキュース大学）マイク・ダントーニ（フェニックス・サンズ）、ネイト・マクミラン（ポートランド・トレイルブレイザーズ）

#### 選手
年齢と所属は当時のもの。
| No. | 名前                       | ポジション        | 年齢 | 所属                                   | 出場試合/先発 | 平均得点 |
| --- | -------------------------- | ----------------- | ---- | -------------------------------------- | ------------- | -------- |
| 5   | ケビン・デュラント         | フォワード        | 21   | オクラホマシティ・サンダー             | 9/            | 22.8     |
| 4   | チャンシー・ビラップス     | ガード            | 33   | デンバー・ナゲッツ                     | 9/            | 9.8      |
| 7   | ラッセル・ウェストブルック | ガード            | 21   | オクラホマシティ・サンダー             | 9/            | 9.1      |
| 12  | エリック・ゴードン         | ガード            | 21   | ロサンゼルス・クリッパーズ             | 9/            | 8.6      |
| 6   | デリック・ローズ           | ガード            | 21   | シカゴ・ブルズ                         | 9/            | 7.2      |
| 14  | ラマー・オドム             | フォワード        | 30   | ロサンゼルス・レイカーズ               | 9/            | 7.1      |
| 8   | ルディ・ゲイ               | フォワード        | 24   | メンフィス・グリズリーズ               | 9/            | 7.0      |
| 9   | アンドレ・イグダーラ       | ガード/フォワード | 26   | フィラデルフィア・セブンティシクサーズ | 9/            | 5.7      |
| 13  | ケビン・ラブ               | フォワード        | 22   | ミネソタ・ティンバーウルブズ           | 9/            | 5.7      |
| 11  | ステフィン・カリー         | ガード            | 22   | ゴールデンステート・ウォリアーズ       | 8/            | 4.6      |
| 10  | ダニー・グレンジャー       | フォワード        | 27   | インディアナ・ペイサーズ               | 7/            | 4.1      |
| 15  | タイソン・チャンドラー     | センター          | 27   | ダラス・マーベリックス                 | 9/            | 2.6      |

### 選手成績
| Player                     | GP | GS | MPG   | FGM | FGA | FG%  | 3PM | 3PA | 3P%  | FTM | FTA | FT%   | RPG  | APG  | PPG  |
| -------------------------- | -- | -- | ----- | --- | --- | ---- | --- | --- | ---- | --- | --- | ----- | ---- | ---- | ---- |
| ケビン・デュラント         | 9  | 9  | 28.2  | 74  | 133 | .556 | 26  | 57  | .456 | 31  | 34  | .912  | 6.1  | 1.8  | 22.8 |
| チャンシー・ビラップス     | 9  | 9  | 23.1  | 25  | 64  | .391 | 14  | 44  | .318 | 24  | 28  | .857  | 1.9  | 3.1  | 9.8  |
| ラッセル・ウェストブルック | 9  | 0  | 19.4  | 29  | 62  | .468 | 3   | 7   | .429 | 21  | 25  | .840  | 2.8  | 2.6  | 9.1  |
| エリック・ゴードン         | 9  | 0  | 17.6  | 27  | 59  | .458 | 19  | 42  | .452 | 4   | 5   | .800  | 1.6  | 0.6  | 8.6  |
| デリック・ローズ           | 9  | 9  | 23.0  | 27  | 59  | .458 | 5   | 18  | .278 | 6   | 12  | .500  | 2.1  | 3.2  | 7.2  |
| ラマー・オドム             | 9  | 9  | 22.0  | 28  | 52  | .538 | 3   | 4   | .750 | 5   | 10  | .500  | 7.7  | 0.4  | 7.1  |
| ルディ・ゲイ               | 9  | 0  | 13.4  | 22  | 45  | .489 | 6   | 19  | .316 | 13  | 18  | .722  | 2.9  | 0.8  | 7.0  |
| ケビン・ラブ               | 9  | 0  | 8.9   | 20  | 35  | .571 | 4   | 9   | .444 | 7   | 9   | .778  | 4.9  | 0.8  | 5.7  |
| アンドレ・イグダーラ       | 9  | 9  | 18.9  | 20  | 34  | .588 | 2   | 7   | .286 | 9   | 19  | .474  | 4.6  | 1.9  | 5.7  |
| ステフィン・カリー         | 8  | 0  | 10.6  | 14  | 31  | .452 | 7   | 19  | .368 | 2   | 2   | 1.000 | 1.4  | 2.1  | 4.6  |
| ダニー・グレンジャー       | 7  | 0  | 9.7   | 12  | 30  | .400 | 3   | 13  | .231 | 2   | 5   | .500  | 0.9  | 1.0  | 4.1  |
| タイソン・チャンドラー     | 9  | 0  | 8.4   | 9   | 14  | .643 | 0   | 0   | .000 | 5   | 10  | .500  | 2.7  | 0.4  | 2.6  |
| 合計                       | 9  | 9  | 200.0 | 307 | 618 | .497 | 92  | 239 | .385 | 129 | 176 | .733  | 41.7 | 18.2 | 92.8 |
| 相手                       | 9  | 9  | 200.0 | 217 | 569 | .381 | 66  | 219 | .301 | 114 | 173 | .659  | 36.0 | 11.2 | 68.2 |

## 2012年ロンドンオリンピック代表チーム

### ロンドンオリンピック代表チーム参加者

#### 監督陣
括弧内は当時所属していたチームや大学。
- 監督: マイク・シャシェフスキー（デューク大学）
- アシスタントコーチ: ジム・ボーヘイム（シラキュース大学）マイク・ダントーニ（フェニックス・サンズ）、ネイト・マクミラン（ポートランド・トレイルブレイザーズ）

### 選手成績
| Player                     | GP | GS | MPG   | FGM | FGA | FG%  | 3PM | 3PA | 3P%  | FTM | FTA | FT%  | RPG  | APG  | PPG   |
| -------------------------- | -- | -- | ----- | --- | --- | ---- | --- | --- | ---- | --- | --- | ---- | ---- | ---- | ----- |
| ケビン・デュラント         | 8  | 8  | 26.0  | 49  | 101 | .485 | 34  | 65  | .523 | 24  | 27  | .889 | 5.8  | 2.6  | 19.5  |
| カーメロ・アンソニー       | 8  | 0  | 17.8  | 46  | 86  | .535 | 23  | 46  | .500 | 15  | 19  | .789 | 4.8  | 1.3  | 16.3  |
| レブロン・ジェームズ       | 8  | 8  | 25.1  | 44  | 73  | .603 | 6   | 20  | .300 | 12  | 16  | .750 | 5.6  | 5.6  | 13.3  |
| コービー・ブライアント     | 8  | 8  | 17.5  | 30  | 70  | .429 | 17  | 39  | .436 | 20  | 22  | .909 | 1.8  | 1.3  | 12.1  |
| ケビン・ラブ               | 8  | 0  | 17.0  | 34  | 54  | .630 | 8   | 22  | .364 | 17  | 30  | .567 | 7.6  | 0.4  | 11.6  |
| デロン・ウィリアムス       | 8  | 0  | 18.0  | 23  | 59  | .390 | 13  | 32  | .406 | 13  | 17  | .765 | 1.5  | 4.6  | 9.0   |
| ラッセル・ウェストブルック | 8  | 0  | 13.8  | 22  | 46  | .478 | 4   | 12  | .333 | 20  | 27  | .741 | 1.6  | 1.6  | 8.5   |
| クリス・ポール             | 8  | 8  | 25.8  | 25  | 49  | .510 | 13  | 28  | .464 | 3   | 6   | .500 | 2.5  | 5.1  | 8.3   |
| ジェームス・ハーデン       | 8  | 0  | 9.1   | 17  | 34  | .500 | 6   | 20  | .300 | 4   | 7   | .571 | 0.6  | 0.8  | 5.5   |
| アンドレ・イグダーラ       | 8  | 0  | 12.1  | 14  | 20  | .700 | 5   | 9   | .556 | 1   | 2   | .500 | 2.8  | 1.4  | 4.3   |
| タイソン・チャンドラー     | 8  | 8  | 11.3  | 14  | 20  | .700 | 0   | 0   | .000 | 4   | 12  | .333 | 4.0  | 0.4  | 4.0   |
| アンソニー・デイビス       | 7  | 0  | 7.6   | 11  | 17  | .647 | 0   | 0   | .000 | 4   | 6   | .667 | 2.7  | 0.0  | 3.7   |
| 合計                       | 8  | 8  | 200.0 | 329 | 629 | .523 | 129 | 293 | .440 | 137 | 191 | .717 | 44.6 | 25.0 | 115.5 |
| 相手                       | 8  | 8  | 200.0 | 244 | 537 | .454 | 61  | 184 | .332 | 118 | 169 | .698 | 35.5 | 17.8 | 83.4  |

## 2014年世界選手権代表チーム

### 2014年世界選手権代表チーム参加者

#### 監督陣
括弧内は当時所属していたチームや大学。
- 監督: マイク・シャシェフスキー（デューク大学）
- アシスタントコーチ: ジム・ボーヘイム、トム・シボドー、モンティ・ウィリアムズ

### 選手成績
| Player               | GP | GS | MPG   | FGM | FGA | FG%  | 3PM | 3PA | 3P%  | FTM | FTA | FT%   | RPG  | APG  | PPG   |
| -------------------- | -- | -- | ----- | --- | --- | ---- | --- | --- | ---- | --- | --- | ----- | ---- | ---- | ----- |
| ジェームス・ハーデン | 9  | 9  | 22.0  | 41  | 78  | .526 | 12  | 29  | .414 | 34  | 42  | .810  | 2.8  | 3.2  | 14.2  |
| クレイ・トンプソン   | 9  | 0  | 23.4  | 45  | 86  | .523 | 22  | 53  | .415 | 2   | 4   | .500  | 2.2  | 2.1  | 12.7  |
| アンソニー・デイビス | 9  | 9  | 19.7  | 45  | 82  | .549 | 0   | 0   | —    | 21  | 28  | .750  | 6.6  | 0.8  | 12.3  |
| ケネス・フェリード   | 9  | 9  | 21.4  | 50  | 79  | .633 | 0   | 1   | .000 | 10  | 15  | .667  | 7.7  | 0.7  | 12.2  |
| カイリー・アービング | 9  | 9  | 24.3  | 45  | 80  | .562 | 14  | 23  | .609 | 5   | 6   | .833  | 2.6  | 3.6  | 12.1  |
| ステフィン・カリー   | 9  | 9  | 20.7  | 29  | 71  | .408 | 21  | 48  | .438 | 17  | 17  | 1.000 | 2.8  | 2.9  | 10.7  |
| デマーカス・カズンズ | 9  | 0  | 13.9  | 34  | 48  | .708 | 0   | 0   | —    | 20  | 30  | .667  | 5.7  | 1.0  | 9.8   |
| ルディ・ゲイ         | 9  | 0  | 14.0  | 22  | 46  | .478 | 5   | 12  | .417 | 5   | 9   | .556  | 3.7  | 1.4  | 6.0   |
| デリック・ローズ     | 9  | 0  | 17.1  | 15  | 59  | .254 | 1   | 19  | .053 | 12  | 15  | .800  | 1.9  | 3.1  | 4.8   |
| デマー・デローザン   | 9  | 0  | 11.8  | 15  | 28  | .536 | 2   | 7   | .286 | 11  | 15  | .733  | 1.0  | 1.2  | 4.8   |
| アンドレ・ドラモンド | 8  | 0  | 5.8   | 11  | 18  | .611 | 0   | 0   | —    | 2   | 7   | .286  | 2.5  | 0.1  | 3.0   |
| メイソン・プラムリー | 9  | 0  | 6.7   | 9   | 15  | .600 | 0   | 0   | —    | 3   | 11  | .273  | 2.0  | 0.3  | 2.0   |
| 合計                 | 9  | 9  | 200.0 | 361 | 690 | .523 | 77  | 192 | .401 | 142 | 199 | .714  | 44.8 | 20.4 | 104.6 |
| 相手                 | 9  | 9  | 200.0 | 236 | 596 | .396 | 56  | 200 | .280 | 116 | 166 | .699  | 35.8 | 12.1 | 71.6  |

## 2016年リオデジャネイロオリンピック代表チーム

### リオデジャネイロオリンピック代表チーム参加者

#### 監督陣
括弧内は当時所属していたチームや大学。
- 監督: マイク・シャシェフスキー（デューク大学）
- アシスタントコーチ: ジム・ボーヘイム、トム・シボドー、モンティ・ウィリアムズ

### 選手成績
| Player                 | GP | GS | MPG  | FGM | FGA | FG%  | 3PM | 3PA | 3P%  | FTM | FTA | FT%   | RPG  | APG  | PPG   |
| ---------------------- | -- | -- | ---- | --- | --- | ---- | --- | --- | ---- | --- | --- | ----- | ---- | ---- | ----- |
| ケビン・デュラント     | 8  | 8  | 28.8 | 52  | 90  | .578 | 25  | 43  | .581 | 26  | 32  | .813  | 5.0  | 3.5  | 19.4  |
| カーメロ・アンソニー   | 8  | 8  | 23.3 | 33  | 84  | .393 | 18  | 45  | .400 | 13  | 21  | .619  | 5.3  | 2.2  | 12.1  |
| カイリー・アービング   | 8  | 8  | 22.0 | 31  | 65  | .477 | 9   | 24  | .375 | 20  | 22  | .909  | 2.5  | 4.9  | 11.4  |
| ポール・ジョージ       | 8  | 2  | 19.0 | 32  | 70  | .457 | 8   | 28  | .286 | 18  | 21  | .857  | 4.5  | 1.9  | 11.2  |
| クレイ・トンプソン     | 8  | 6  | 21.1 | 28  | 77  | .363 | 16  | 49  | .327 | 7   | 9   | .778  | 2.5  | 1.6  | 9.9   |
| デマーカス・カズンズ   | 8  | 5  | 14.6 | 27  | 44  | .614 | 0   | 0   | --   | 19  | 23  | .826  | 5.8  | 1.6  | 9.1   |
| デアンドレ・ジョーダン | 8  | 3  | 17.3 | 23  | 31  | .742 | 0   | 0   | --   | 13  | 32  | .406  | 6.1  | 0.8  | 7.4   |
| デマー・デローザン     | 7  | 0  | 11.1 | 16  | 27  | .593 | 0   | 2   | .000 | 14  | 18  | .778  | 1.4  | 0.9  | 6.6   |
| ジミー・バトラー       | 8  | 0  | 14.4 | 13  | 38  | .342 | 2   | 9   | .222 | 17  | 18  | .944  | 2.5  | 1.4  | 5.6   |
| カイル・ロウリー       | 8  | 0  | 16.3 | 12  | 29  | .414 | 3   | 11  | .273 | 13  | 17  | .765  | 3.3  | 3.8  | 5.0   |
| ハリソン・バーンズ     | 4  | 0  | 8.0  | 6   | 13  | .462 | 1   | 3   | .333 | 4   | 4   | 1.000 | 1.8  | 0.8  | 4.3   |
| ドレイモンド・グリーン | 8  | 0  | 9.8  | 5   | 22  | .227 | 1   | 11  | .090 | 4   | 7   | .571  | 2.1  | 1.2  | 1.9   |
| 合計                   | 8  | 8  | 200  | 278 | 590 | .471 | 83  | 225 | .369 | 168 | 224 | .750  | 45.5 | 24.0 | 100.9 |
| 相手                   | 8  | 8  | 200  | 231 | 538 | .429 | 52  | 182 | .286 | 113 | 147 | .769  | 35.5 | 20.0 | 78.4  |

## 2019年世界選手権代表チーム

### 選手成績
| 選手 | GP | GS | MPG | FGM | FGA | FG% | 3PM | 3PA | 3P% | FTM | FTA | FT% | RPG | APG | PPG |
| ---- | -- | -- | --- | --- | --- | --- | --- | --- | --- | --- | --- | --- | --- | --- | --- |

## 2020年 東京オリンピック代表チーム

### 個人成績
| 選手                   | GP | GS | MPG  | FGM | FGA | FG%  | 3PM | 3PA | 3P%   | FTM | FTA | FT%   | RPG  | APG  | PPG  |
| ---------------------- | -- | -- | ---- | --- | --- | ---- | --- | --- | ----- | --- | --- | ----- | ---- | ---- | ---- |
| ケビン・デュラント     | 6  | 6  | 27.5 | 45  | 85  | .529 | 15  | 40  | .375  | 19  | 21  | .905  | 5.3  | 3.7  | 20.7 |
| ジェイソン・テイタム   | 6  | 0  | 20.5 | 33  | 67  | .493 | 17  | 38  | .447  | 8   | 11  | .727  | 3.3  | 1.2  | 15.2 |
| ドリュー・ホリデー     | 6  | 5  | 25.7 | 28  | 58  | .483 | 7   | 20  | .350  | 8   | 12  | .667  | 4.8  | 3.8  | 11.8 |
| デイミアン・リラード   | 6  | 6  | 24.0 | 23  | 60  | .383 | 16  | 46  | .348  | 5   | 9   | .556  | 2.7  | 3.2  | 11.2 |
| ザック・ラビーン       | 6  | 1  | 18.7 | 21  | 35  | .600 | 10  | 22  | .455  | 6   | 7   | .857  | 2.0  | 3.3  | 9.7  |
| デビン・ブッカー       | 6  | 5  | 20.7 | 19  | 45  | .422 | 5   | 15  | .333  | 13  | 14  | .929  | 3.2  | 1.8  | 9.3  |
| バム・アデバヨ         | 6  | 6  | 19.3 | 16  | 28  | .571 | 0   | 0   | –     | 6   | 10  | .600  | 5.7  | 1.8  | 6.3  |
| ジャベール・マギー     | 4  | 0  | 5.0  | 10  | 13  | .769 | 0   | 1   | .000  | 5   | 6   | .833  | 1.3  | 0.0  | 6.3  |
| クリス・ミドルトン     | 6  | 0  | 15.7 | 14  | 31  | .452 | 6   | 17  | .353  | 1   | 2   | .500  | 1.8  | 1.7  | 5.8  |
| ドレイモンド・グリーン | 6  | 1  | 17.7 | 7   | 9   | .778 | 3   | 3   | 1.000 | 4   | 4   | 1.000 | 3.0  | 2.8  | 3.5  |
| ジェラミ・グラント     | 4  | 0  | 5.0  | 1   | 3   | .333 | 1   | 2   | .500  | 1   | 2   | .500  | 1.3  | 0.8  | 1.0  |
| ケルドン・ジョンソン   | 4  | 0  | 5.5  | 1   | 3   | .333 | 0   | 1   | .00   | 2   | 2   | 1.000 | 0.8  | 0.8  | 1.0  |
| 合計                   | 6  | 6  | 200  | 218 | 437 | .499 | 80  | 205 | .390  | 78  | 100 | .780  | 37.3 | 24.3 | 99.0 |
| 対戦相手               | 6  | 6  | 200  | 169 | 380 | .445 | 53  | 151 | .351  | 83  | 123 | .675  | 37.0 | 18.0 | 79.0 |

参照:

## 2023年世界選手権代表チーム

### 2023年世界選手権代表チーム参加者

#### 監督陣
括弧内は当時所属していたチームや大学。
- 監督: ・（・）
- アシスタントコーチ: ・、・、・

### 選手成績
| 選手 | GP | GS | MPG | FGM | FGA | FG% | 3PM | 3PA | 3P% | FTM | FTA | FT% | RPG | APG | PPG |
| ---- | -- | -- | --- | --- | --- | --- | --- | --- | --- | --- | --- | --- | --- | --- | --- |

## アベンジャーズチーム（2024年パリオリンピック代表）

### 選手成績
| 選手 | GP | GS | MPG | FGM | FGA | FG% | 3PM | 3PA | 3P% | FTM | FTA | FT% | RPG | APG | PPG |
| ---- | -- | -- | --- | --- | --- | --- | --- | --- | --- | --- | --- | --- | --- | --- | --- |